# Pentacora ligata

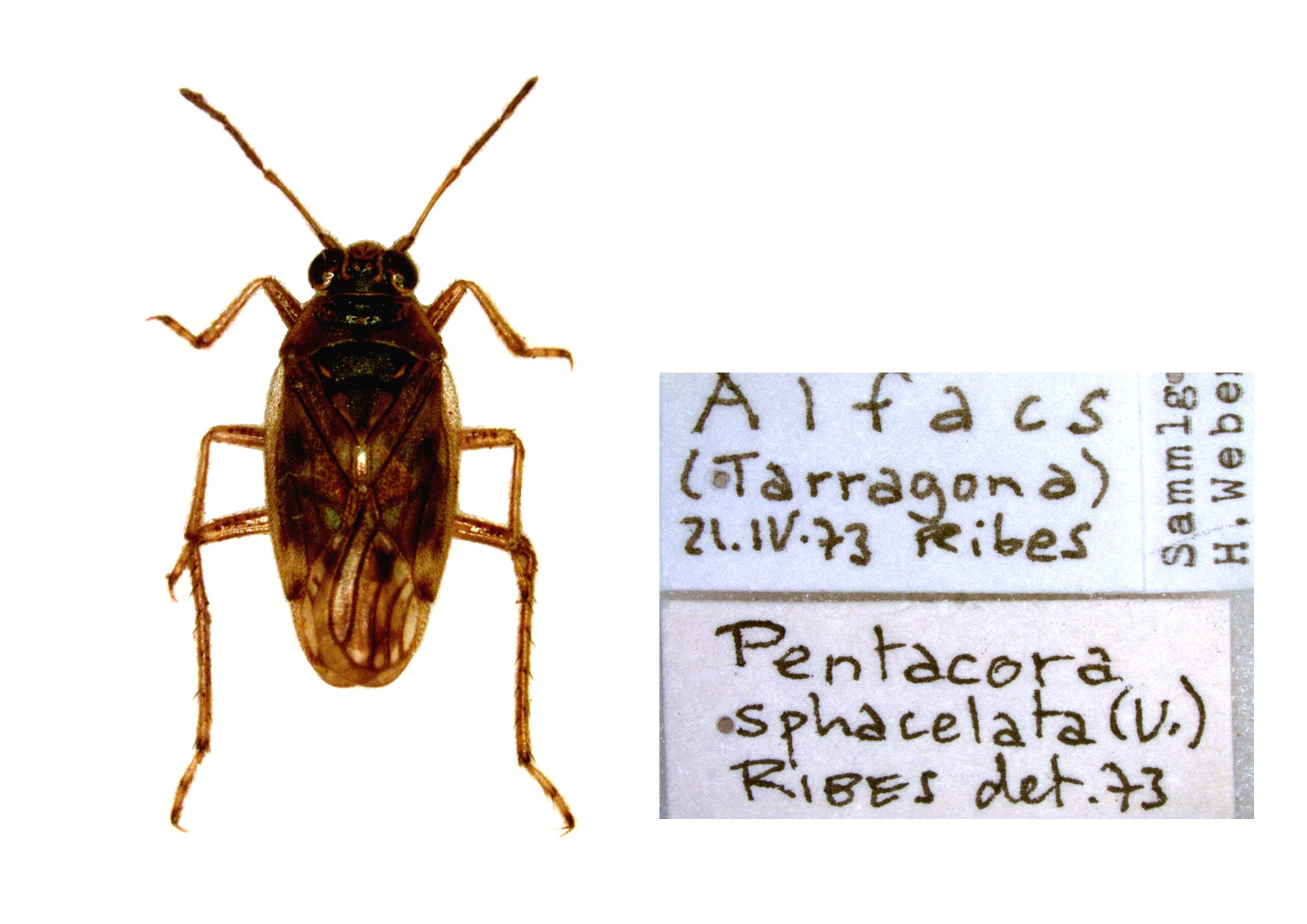
Pentacora sphacelata (Uhler, 1877), syn. P. iberica Wagner, 1953.

Pentacora ligata är en insektsart som först beskrevs av Thomas Say 1832.  Pentacora ligata ingår i släktet Pentacora och familjen strandskinnbaggar. Inga underarter finns listade i Catalogue of Life.